# Доктор Хто (сезон 12, 2020)
Дванадцятий сезон поновленого у 2005 році британського науково-фантастичного телесеріалу «Доктор Хто» розпочався з серії «Spyfall. Частина 1», що вийшла в ефір 1 січня 2020 року. Показ сезону завершився 1 березня. Це другий сезон проєкту, в роботі над яким Кріс Чібнолл виступає шоуранером (головним сценаристом і виконавчим продюсером). Також виконавчим продюсером є Метт Стрівенс. Якщо враховувати класичні серії (1963—1989), то цей сезон є тридцять восьмим для всього телесеріалу. Серії виходили по неділях (як і в попередньому сезоні), раніше ж серії поновленого «Доктора Хто» виходили по суботах.
Джоді Віттакер повертається до ролі тринадцятого втілення Доктора — іншопланетного авантюриста і мандрівника у часі. Представники її раси після сильного поранення можуть регенерувати, тобто оновити кожну клітину свого тіла і переродитись. Таким чином головного героя зіграло чимало акторів, починаючи з 1963 року, коли серіал дебютував на екранах. Доктор подорожує на TARDIS — кораблі, що зовні виглядає як поліцейська будка 1960-х років, а всередині значно більший. З попереднього сезону їй допомагають троє супутників — Грем О'Браян (грає Бредлі Велш), Раян Сінклейр (грає Тосін Кол), Ясмін Кхан (грає Мендіп Ґілл). Упродовж сезону герої зустрічають нове втілення Майстра (грає Саша Дгаван), Джека Гаркнесса, невідому нині інкарнацію Доктора у виконанні актриси Джо Мартін та кіберлюдей. Події епізодів сезону супроводжуються сюжетною аркою про Позачасову дитину, таємниці навкруги історії Доктора і всіх Володарів Часу, яка розкривається в останньому епізоді.
10 серій були зрежисовані Джеймі Магнусом Стоуном, Лі Хейвеном Джонсом, Нідою Манзур та Еммою Салліван. Разом з Чібноллом, який написав сценарії до чотирьох серій, сценаристами виступили Ед Хайм, Піт МакТай і Віней Петел, що повернулися з попередніх сезонів, і нові сценаристи — Ніна Метів'є, Максін Олдертон і Шарлін Джеймс. Зйомки сезону розпочалися у січні 2019 року та проходили до листопада того ж року. Після сезону вийшов додатковий новорічний спецвипуск під назвою «Революція далеків».

## Епізоди
Дванадцятий сезон включає дві двосерійні історії (вперше з часів десятого сезону у 2017 році, а останнім сезоном, який включав більше ніж одну таку історію був дев'ятий). Після завершення сезону випущений святковий спецвипуск «Революція далеків».
| Номер взагалі | Номер у сезоні | Назва                                                    | Режисер             | Сценарист                  | Перший ефір    | Глядачі у Великій Британії (у мільйонах) |
| --- | -------------- | -------------------------------------------------------- | ------------------- | -------------------------- | -------------- | ---------------------------------------- |
| 288a | 1              | «Spyfall. Частина 1» «Spyfall. Part I»                   | Джеймі Магнус Стоун | Кріс Чібнолл               | 1 січня 2020   | 6,89                                     |
| Багато агентів різних таємних спецслужб по всьому світу було вбито таємним чином. Загадкова сила вбиває їх і переписує їхні ДНК. Британська служба MI6 вирішує покликати на допомогу Доктора. Команда Доктора розділяється, Раян і Ясмін приміряють на себе роль шпигунів у корпорації VOR, а сам Доктор і Грем вирушають до Австралії, щоб попросити допомоги у агента британської розвідки під ім'ям O. У його домі та паралельно у будівлі VOR з'являються прибульці, здатні проходити крізь стіни, але їх неможливо побачити, бо вони світяться. Прибульці переміщують Ясмін в інший вимір, але їм вдається звідти визволитися і дивним чином потрапити у дім O. Яс і Раян розповідають, що у Деніеля Бартона — керівника VOR буде вечірка, на якій вони зможуть більше про нього дізнатися. У фіналі серії Бартон сідає у літак, а команда TARDIS, разом з О біжуть до літака. Останній же запізнюється, пояснивши це тим, що у школі він завжди програвав перегони. Доктор же прочитавши його досьє підмічає, що O є чемпіоном зі спринту. Він виявляється Майстром, його дім — його TARDIS, а замість Бартона на кріслі пілота опиняється бомба. |                |                                                          |                     |                            |                |                                          |
| 288b | 2              | «Spyfall. Частина 2» «Spyfall. Part II»                  | Лі Хейвен Джонс     | Кріс Чібнолл               | 5 січня 2020   | 6,07                                     |
| Доктор, опинившись у іншому вимірі зустрічає невідому Аду. Вона каже, що прибульці є її охоронцями і коли їй погано, вони допомагають їй. За допомогою цих прибульців вони переміщуються у рідний час Ади — XIX століття. Доктор зустрічає Чарлза Беббіджа, а Ада виявляється Адою Лавлейс. Тим часом за Доктором женеться Майстер, убиваючи кількох людей на науковій виставці за участю Беббіджа. Доктор і Ада знаходять у домі Чарлза пристрій прибульців і подорожують на століття вперед (Париж Другої світової, де їм допомагає Нур Інаят Кхан) та дізнаються, що прибульці є шпигунами у часі, які звуться Касаавін. У кінці серії Майстер розповідає, що спалив Галліфрей — рідну планету Володарів часу, знищив усе населення, коли дізнався, що все про їхню расу, все, що їм весь час розповідали виявилося брехнею. У чому вона полягає і прийдеться роз'яснити Доктору протягом наступних серій. |                |                                                          |                     |                            |                |                                          |
| 289 | 3              | «Сирота 55» «Orphan 55»                                  | Лі Хейвен Джонс     | Ед Хайм                    | 12 січня 2020  | 5,38                                     |
| Грем виграє купони для відпочинку на Транквіліті Спа і команда TARDIS потрапляють туди. З самого початку там відбуваються дивні речі. Доктор знаходить так звану "шафу для білизни", що насправді є кімнатою зі зброєю. Один із відвідувачів, Бенні, зникає, але радар помічає його за межами курорту. Власник закладу Кейн розповідає, що збудувала Транквіліті на планеті-сироті, спустошеній ядерною війною. Пізніше герої виявляють, що цією планетою є можлива майбутня версія Землі. Персонажів атакують дреги — мутовані люди, адаптовані до нового клімату. Белла, дочка Кейн, прагне знищити Транквіліті, аби відомстити матері. Врешті-решт Кейн і Белла залишаються захищати курорт, поки інші вцілілі телепортуються до своїх домівок, включаючи і Доктора з її супутниками. |                |                                                          |                     |                            |                |                                          |
| 290 | 4              | «Ніч жаху Ніколи Тесла» «Nikola Tesla's Night of Terror» | Ніда Манзур         | Ніна Метів'є               | 19 січня 2020  | 5,20                                     |
| 1903 рік. Нікола Тесла працює над своїх передавачем енергії. Вночі він знаходить невелику зелену сферу, за якою полює істота в плащі. Ніколу рятує Доктор і доправляє його поїздом до Нью-Йорка. Біля дому Тесли зібралася група протестуючих, що виступають проти експериментів вченого після виступів Томаса Едісона. Доктор, Грем і Раян направляються до лабораторії Едісона, поки Ясмін залишаються удома в Тесли. Доктора атакує істота в плащі, що прагне отримати сферу. Вона хоче попередити Яс і Ніколу, але їх телепортують на невидимий космічний корабель над Нью-Йорком. Тутешня Королева Скітра — правителька скорпіоноподібних прибульців, вимагає вченого полагодити їхній корабель. Доктор рятує своїх друзів, порадивши Скітрі йти геть. Королева висуває умову: або герої віддають Ніколу Тесла і він ремонтує корабель, або вони знищують Землю. Тесла і Доктор підключать TARDIS до вежі Ворденкліф. Через неї вони і вистрілюють у транспорт Скітри. У кінці епізоду Доктор пояснює команді, що чекає винахідника далі. |                |                                                          |                     |                            |                |                                          |
| 291 | 5              | «Втікач джудунів» «Fugitive of the Judoon»               | Джеймі Магнус Стоун | Вінай Петел і Кріс Чібнолл | 26 січня 2020  | 5,57                                     |
| 292 | 6              | «Праксей» «Praxeus»                                      | Ніда Манзур         | Піт МакТай і Кріс Чібнолл  | 2 лютого 2020  | 5,22                                     |
| 293 | 7              | «Ви мене чуєте?» «Can You Hear Me?»                      | Емма Салліван       | Шарлін Джеймс              | 9 лютого 2020  | 4,90                                     |
| 294 | 8              | «Привиди вілли Діодаті» «The Haunting of Villa Diodati»  | Емма Салліван       | Максін Олдертон            | 16 лютого 2020 | 5,07                                     |
| 295a | 9              | «Вознесіння кіберлюдей» «Ascension of the Cybermen»      | Джеймі Магнус Стоун | Кріс Чібнолл               | 23 лютого 2020 | 4,99                                     |
| 295b | 10             | «Позачасові діти» «The Timeless Children»                | Джеймі Магнус Стоун | Кріс Чібнолл               | 1 березня 2020 | 4,69                                     |
| 296 | —              | «Революція далеків» «Revolution of the Daleks»           | Лі Хейвен Джонс     | Кріс Чібнолл               | 1 січня 2021   | 6,35                                     |

## Акторський склад

### Основний склад
- Джоді Віттакер у ролі Тринадцятого Доктора.[4][5]
- Бредлі Велш у ролі Грема О'Браяна.[6][7]
- Тосін Кол у ролі Раяна Сінклейра.[6][7]
- Мендіп Ґілл у ролі Ясмін Кхан.[6][7]

### Другорядний склад
- Ленні Генрі у ролі Деніеля Бартона.[8]
- Стівен Фрай у ролі C (шеф Таємної служби розвідки).[8]
- Домінік Махер у ролі агента Бравнінга.[9]
- Даррон Маєр у ролі Сісея.[9]
- Саша Дгаван у ролі O / Майстра.[10]
- Сільві Бріггс у ролі Ади Лавлейс.
- Марк Декстер у ролі Чарлза Беббіджа.
- Аврора Майрон у ролі Нур Інаят Кхан.[11][12]
- Джеймс Баклі у ролі Неві.[13]
- Лаура Фрейзер у Кейн.[14][15]
- Джулія Фостер у ролі Вілми.[16]
- Роберт Гленістер[17] у ролі Томаса Едісона.[18]
- Горан Вішнич[17] у ролі Ніколи Тесли.[18]
- Енджлі Мохіндра (раніше виконувала роль Рані Чандри у спін-офі «Доктора Хто» — «Пригоди Сари Джейн») у ролі королеви Скітри.[16]
- Нелл Стюк у ролі Лі Клейтона.[19]
- Ніколас Бріггс озвучив джудунів і кіберлюдей.[19]
- Джо Мартін у ролі Рут Клейтон / Доктора.[20]
- Джон Барроумен у ролі Джека Гаркнесса (востаннє з'являвся у спецвипуску Кінець часу 2010 року).[21]
- Моллі Гарріс у ролі Суюкі Ченґ.[22]
- Воррен Браун у ролі Джейка Вілліса.[23]
- Метью МакНалті у ролі Адама Ленга.[23]
- Ієн Гелдер у ролі Зелліна.[24]
- Шерон Д. Кларк у ролі Грейс О'Браян (камео).[24]
- Максим Болдрі у ролі доктора Джона Полідорі.[25][26]
- Джейкоб Коллінс-Леві у ролі Лорда Байрона.[27][26]
- Джулі Грем у ролі Равіо.[28]
- Ієн Мак-Елгінні у ролі Ко Шармуса.[28][29]
- Стів Туссен у ролі Фікета.[28][29]
- Кріс Нот у ролі Джека Робертсона.[30]
- Гаррієт Волтер у ролі Джо Паттерсон.[30]
- Нейтан Стюарт-Джарет у ролі Лео Руґаззі.

## Виробництво

### Початкова розробка і написання сценарію
У квітні 2015 року Стівен Моффат заявив, що «Доктор Хто» продовжуватиме виходити до 2020 року.
Кріс Чібнолл знову виступає шоуранером проєкту. Це його другий сезон після того, як Моффат покинув цю посаду у 2017 році. Метт Стрівенс також повернувся як виконавчий продюсер, наряду з Чібноллом. Ед Хайм, що написав сценарій серії «Воно уводить тебе» (передостанньої у сезоні 11), написав ще одну для цього сезону. Ніна Метів'є, редакторка сценаріїв у одинадцятому сезоні, у цьому написала повноцінну серію.
У листопаді 2019 року журнал Doctor Who Magazine назвав сценаристів дванадцятого сезону — Вінея Петела, Піта МакТая, Максін Олдертон, Шарлін Джеймс та раніше заявлених Хайма, Метів'є і Чібнолла. Останній написав чотири серії. Кіберлюди знову з'явилися у «Докторі Хто» в рамках цього сезону. У статті для Radio Times Кріс Чібнолл сказав, що двосерійні історії також повернуться.

### Зйомки
Художник по костюмах Рей Холман зазначив, що підготовка до зйомок відбулася у листопаді 2018 року. До 17 листопада BBC підтвердили, що фільмування другого сезону Тринадцятого Доктора розпочалось. Джеймі Магнус Стоун, який раніше працював над міні-епізодом «Останній день», присвячений 50-річчю «Доктора Хто», став режисером першого виробничого блоку (перша і п'ята серія сезону). Лі Хейвен Джонс зрежисурував другу й третю серію, Ніда Манзур керувала блоком четвертої і шостої, Емма Салліван — сьомої та восьмої, а Стоун також взявся за зйомку останніх двох серій.
Процес фільмування розпочався 23 січня 2019 року в Кейптауні, Південно-Африканська Республіка. Зйомки в африканських локаціях закінчилися 7 лютого. Також вони проходили у Західно-Капській провінції, Столовій горі та біля Пам'ятника мові африкаанс. Між лютим і жовтнем знімальна група працювала у Кардіффі та Уельсі. Зйомки також пройшли на острові Тенерифе, у Глостері та Мертір Маврі (село в Уельсі). Фільмування остаточно завершилися 19 листопада 2019 року.
Спецвипуск «Революція далеків» був поставлений Лі Хейвен Джонсом. У квітні 2020 року Кріс Чібнолл підтвердив, що процес пост-продакшну епізоду відбувався дистанційно внаслідок пандемії коронавірусної хвороби.
| Блок | Епізоди                 | Режисер             | Сценарист                    | Продюсер     | Примітки             |
| ---- | ----------------------- | ------------------- | ---------------------------- | ------------ | -------------------- |
| 1    | «Spyfall. Частина 1»    | Джеймі Магнус Стоун | Кріс Чібнолл                 | Ніккі Вілсон | [ 62 ] [ 63 ]        |
| 1    | «Праксей»               | Джеймі Магнус Стоун | Піт МакТай і Кріс Чібнолл    | Ніккі Вілсон | [ 62 ] [ 63 ]        |
| 2    | «Spyfall. Частина 2»    | Лі Хейвен Джонс     | Кріс Чібнолл                 | Алекс Мерцер | [ 39 ] [ 64 ] [ 65 ] |
| 2    | «Сирота 55»             | Лі Хейвен Джонс     | Ед Хайм                      | Алекс Мерцер | [ 39 ] [ 64 ] [ 65 ] |
| 3    | «Ніч жаху Ніколи Тесла» | Ніда Манзур         | Ніна Метів'є                 | Ніккі Вілсон | [ 16 ] [ 17 ] [ 58 ] |
| 3    | «Втікач джудунів»       | Ніда Манзур         | Вінай Петел і Кріс Чібнолл   | Ніккі Вілсон | [ 16 ] [ 17 ] [ 58 ] |
| 4    | «Ви мене чуєте?»        | Емма Салліван       | Шарлін Джеймс і Кріс Чібнолл | Алекс Мерцер | [ 39 ] [ 38 ] [ 66 ] |
| 4    | «Привиди вілли Діодаті» | Емма Салліван       | Максін Олдертон              | Алекс Мерцер | [ 39 ] [ 38 ] [ 66 ] |
| 5    | «Вознесіння кіберлюдей» | Джеймі Магнус Стоун | Кріс Чібнолл                 | Ніккі Вілсон | [ 39 ] [ 67 ]        |
| 5    | «Позачасові діти»       | Джеймі Магнус Стоун | Кріс Чібнолл                 | Ніккі Вілсон | [ 39 ] [ 67 ]        |
| X    | «Революція далеків»     | Лі Хейвен Джонс     | Кріс Чібнолл                 | Алекс Мерцер | [ 59 ] [ 60 ]        |

## Трансляція та сприйняття

### Реліз
BBC підтвердили, що дванадцятий сезон розпочнеться у дуже ранньому 2020-ому. 2 грудня 2019 року у трейлері до сезону було заявлено, що перша серія вийде 1 січня 2020 року, а остання — у березні. Подібно до попереднього сезону цей теж виходив по неділях, хоча раніше серії поновленого серіалу завжди виходили по суботах. 1 січня 2021 року вийшов додатковий новорічний спецвипуск «Революція далеків».
Двосерійна історія Spyfall вийшла у кінотеатрах США 5 січня 2020 року.

#### Рекламна кампанія
Перший постер дванадцятого сезону був представлений 21 листопада 2019 року, а перший трейлер 23 листопада, саме на 56-річчя телесеріалу. Другий трейлер, у якому було показано більше кадрів та заявлено дату виходу першої серії, вийшов 2 грудня того ж року. 20 січня і 7 лютого відповідно були випущені ще два трейлери, які демонстрували кадри другої половини сезону та заключних серій.

#### DVD та Blu-Ray
У Регіоні 2 дванадцятий сезон випущений на Blu-Ray 20 квітня 2020 року. Диск також містить новорічний спецвипуск 2018 року «Рішення», що передував сезонові.
| Сезон | Назва випуску                                                         | Кількість і тривалість епізодів                           | Дата випуску R2 / B | Дата випуску R4 / B | Дата випуску R1 / B |
| ----- | --------------------------------------------------------------------- | --------------------------------------------------------- | ------------------- | ------------------- | ------------------- |
| 12    | Доктор Хто: Повний дванадцятий сезон (включаючи спецвипуск «Рішення») | 7 по 50 хвилин 3 по 60 хвилин 1 по 65 хвилин (загалом 11) | 20 квітня 2020      | 6 травня 2020       | 5 травня 2020       |

### Рейтинги
Сезон продемонстрував найнижчі рейтинги з часів поновлення серіалу в 2005 році. 6 з 10 серій стали найменш переглянутими за весь час. Середній показник переглядачів складає 5,40 мільйонів. Фінальний епізод «Позачасові діти» встановив антирекорд (4,69 мільйони) за кількістю переглядів, який раніше належав «Пожирачам світла» 2017 року. Рейтинг Нільсена трансляції сезону на BBC America для людей основної демографічної групи віком від 18 до 34 років знизився на 52,5% порівняно з попереднім сезоном.

### Критика
Серії дванадцятого сезону «Доктора Хто», що уже були випущені загалом отримали позитивні відгуки. На вебсайті Rotten Tomatoes сезон має рейтинг 87 % з середньою оцінкою 7,42 із 10, ґрунтуючись на 39 відгуках критиків. Агрегатор Metacritic визначає середню оцінку 80 із 100 на основі 4 відгуків, що означає «загалом сприятливі відгуки».

## Саундтрек
Шеган Акінола повернувся до посади композитора телесеріалу для написання музичного супроводу цього сезону.
48 вибраних композицій з епізодів даного сезону були випущені на двох CD-дисках 3 квітня 2020 року зусиллями Silva Screen Records. Вони ж опублікували 12 композицій «Революції далеків» на цифрових музичних платформах 2 січня 2021 року.